# 駒ケ根駅
駒ケ根駅（こまがねえき）は、長野県駒ヶ根市東町にある、東海旅客鉄道（JR東海）飯田線の駅である。
下り快速「みすず」はこの先各駅に停車する。「みすず」とは別の快速列車岡谷行（当駅の始発列車）が1本のみ設定されており、停車駅は飯田線全区間で快速運転を行う上り「みすず」とほぼ同じである。

## 歴史
- 1914年（大正3年）
  - 10月31日：伊那電車軌道（1919年に伊那電気鉄道へ改称）宮田駅 - 当駅間延伸時に、終着駅である赤穂駅（あかほえき）として開業[1][3]。一般駅[4]。
    - 赤穂線播州赤穂駅に「播州」と旧国名が付いているのは、この駅が存在したためである。

  - 12月26日：伊那電車軌道が伊那福岡駅まで延伸、途中駅となる[3]。
- 1943年（昭和18年）8月1日：伊那電気鉄道線が飯田線の一部として国有化され、鉄道省（後の日本国有鉄道）の駅となる[5]。
- 1959年（昭和34年）10月1日：駒ケ根駅（こまがねえき）に改称[1]。
- 1971年（昭和46年）12月1日：自動券売機新設[6]。
- 1980年（昭和55年）7月4日：現駅舎に改築[1][7]。
- 1982年（昭和57年）11月1日：貨物取扱廃止（旅客駅化）[8]。
- 1985年（昭和60年）3月14日：荷物の取扱を廃止[4]。
- 1987年（昭和62年）4月1日：国鉄分割民営化に伴い、JR東海に移管[4][9]。
- 1997年（平成9年）9月30日：この日限りで駅レンタカー営業所が営業終了[10]。
- 2002年（平成14年）7月1日：夜間窓口休止。
- 2013年（平成25年）4月1日：自治体による簡易委託駅となる[11][12]。

## 駅構造
単式ホーム1面1線と島式ホーム1面2線、計2面3線を有し、列車交換可能な地上駅。駅舎は単式ホーム側（1番線）にあり、2・3番線（島式ホーム）とは構内踏切で連絡している。3番線東側には側線（留置線）が引かれ、電車や保線車両が留置される場合がある（夜間滞泊も設定されている）。
伊那市駅管理の簡易委託駅（駒ヶ根市受託）。2013年3月31日までは東海交通事業の職員が業務を担当する業務委託駅で、自動券売機、JR全線きっぷうりばも設置されていた。駅舎は1980年に改築された鉄筋コンクリート造平屋建てである。
中央アルプスへの登山者が多いことから駅待合室内に登山届ポストがある。

### のりば
| 番線 | 路線      | 方向 | 行先             | 備考                 |
| ---- | --------- | ---- | ---------------- | -------------------- |
| 1    | CD 飯田線 | 下り | 辰野方面         |                      |
| 1    | CD 飯田線 | 上り | 飯田・天竜峡方面 |                      |
| 2    | CD 飯田線 | 上り | 飯田・天竜峡方面 | 当駅始発はこのホーム |
| 3    | CD 飯田線 | 上り | 飯田・天竜峡方面 | 3両編成の一部列車    |
| 3    | CD 飯田線 | 下り | 辰野方面         | 一部列車のみ         |

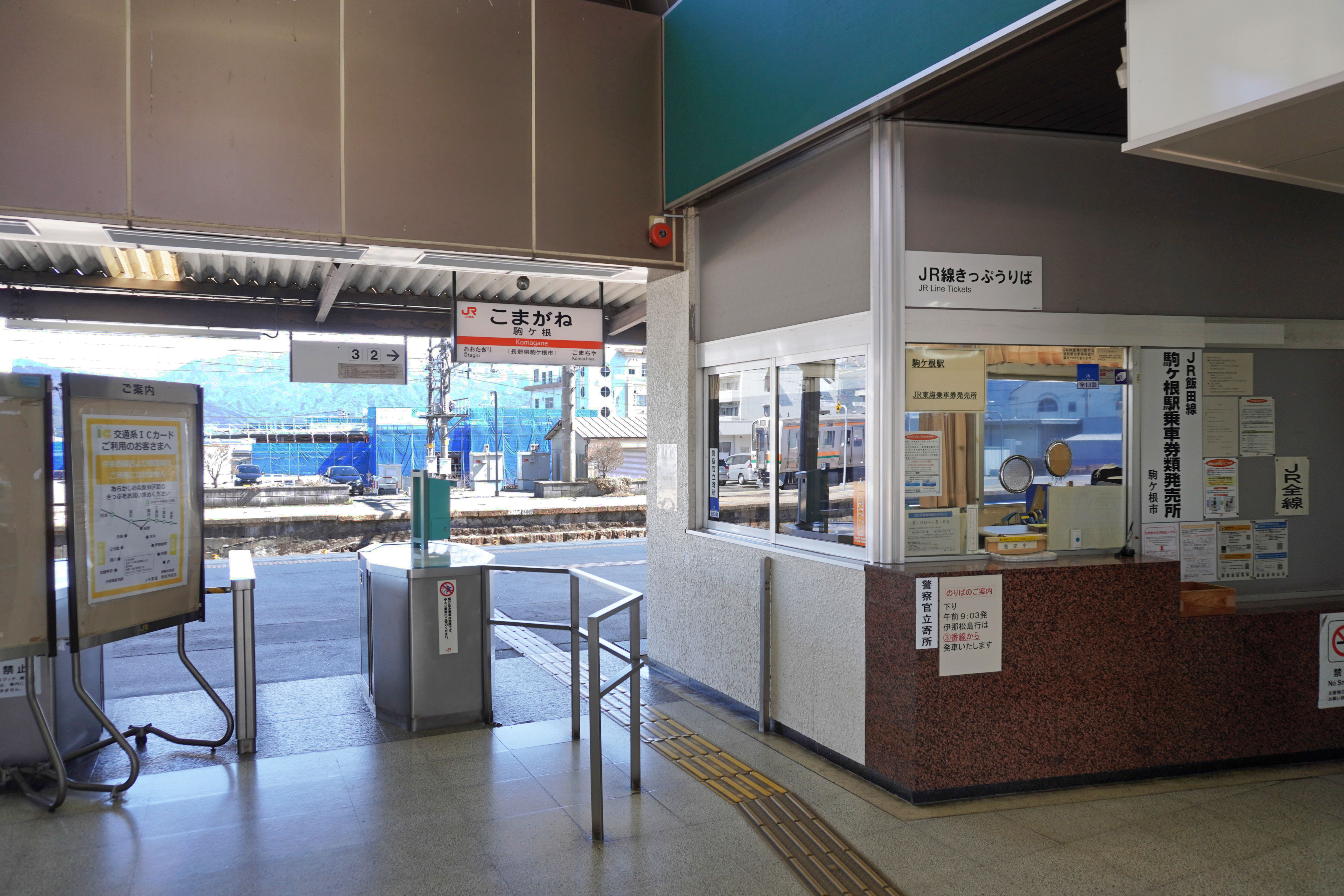
改札口（2023年3月）
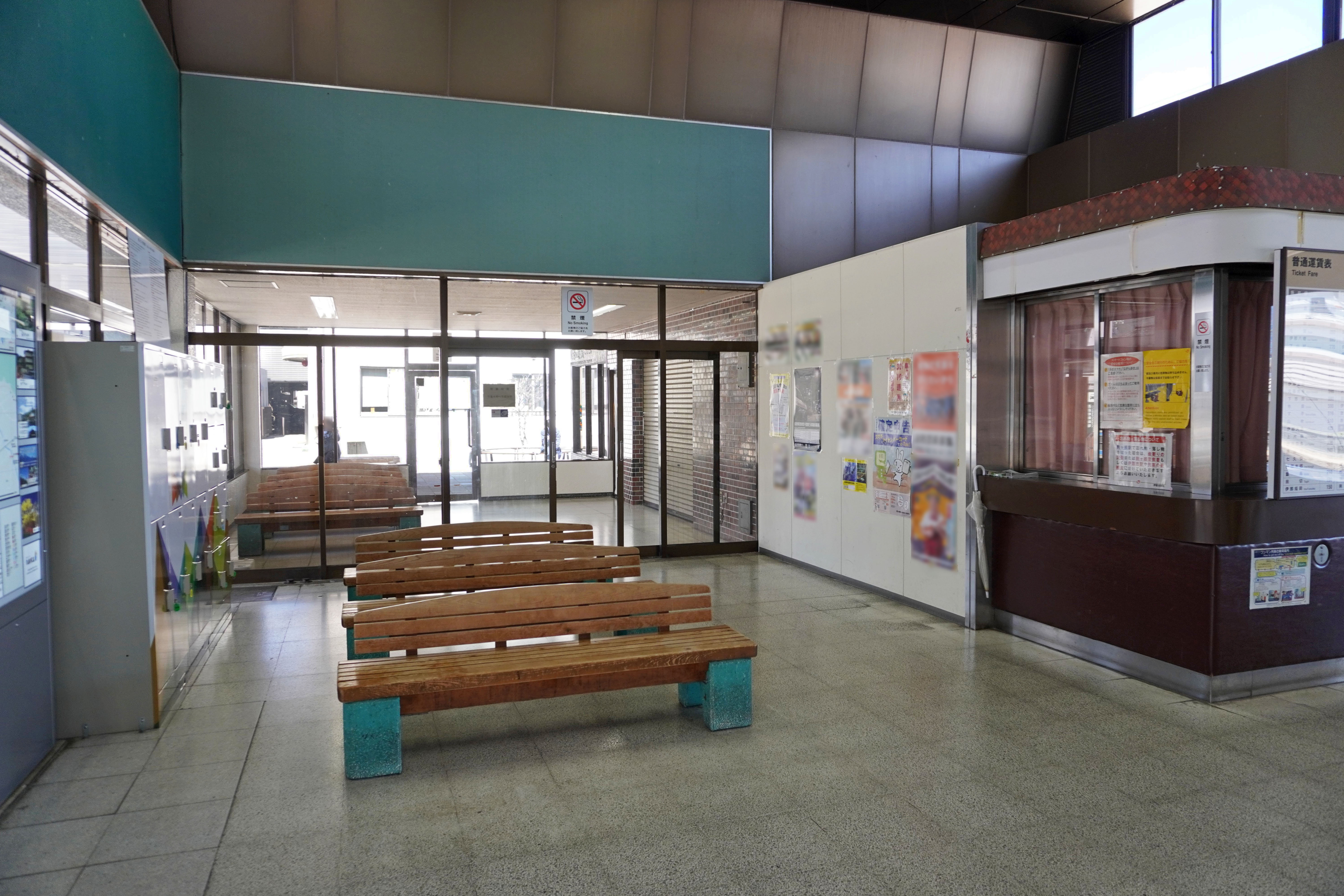
待合室（2023年3月）
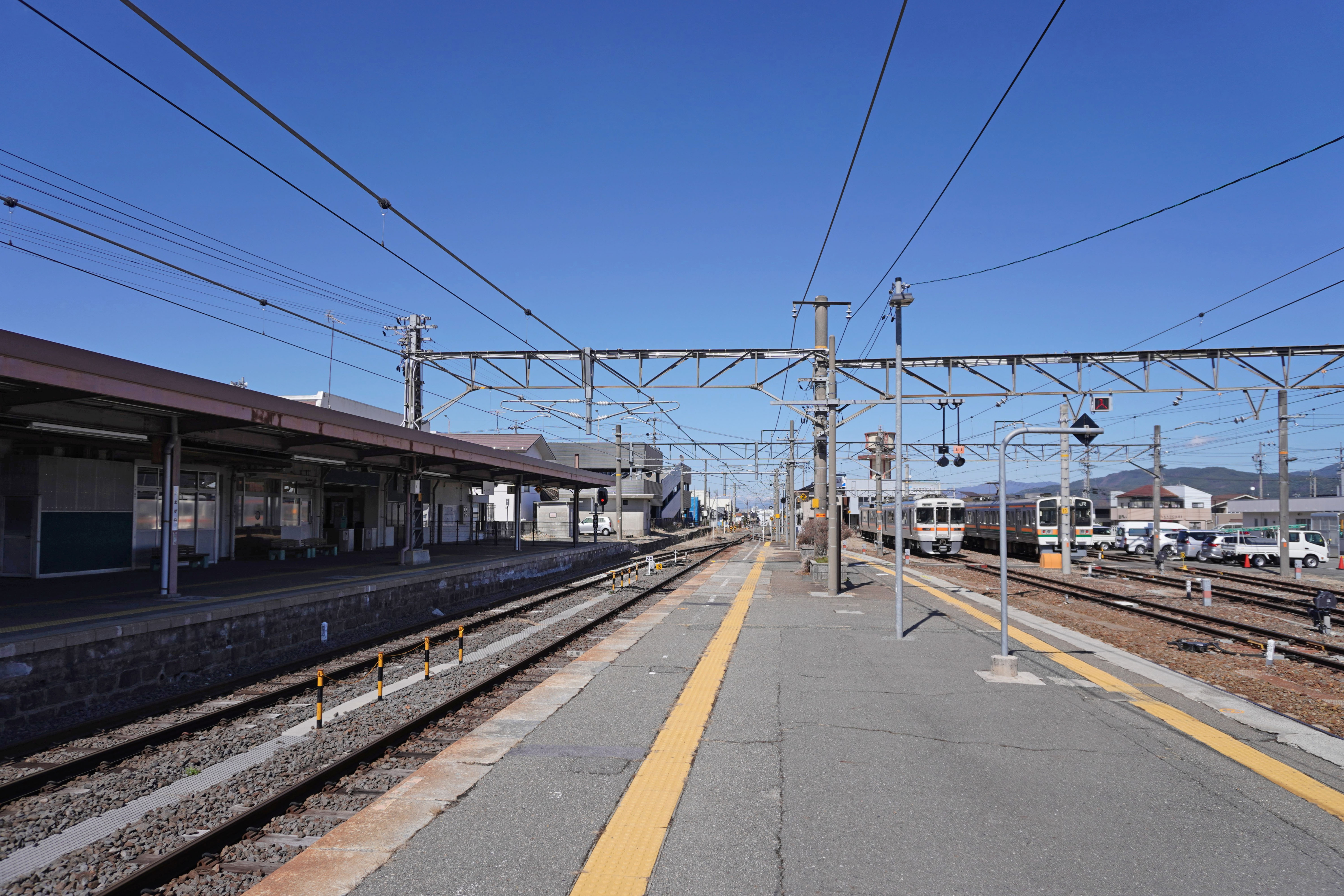
ホーム（2023年3月）
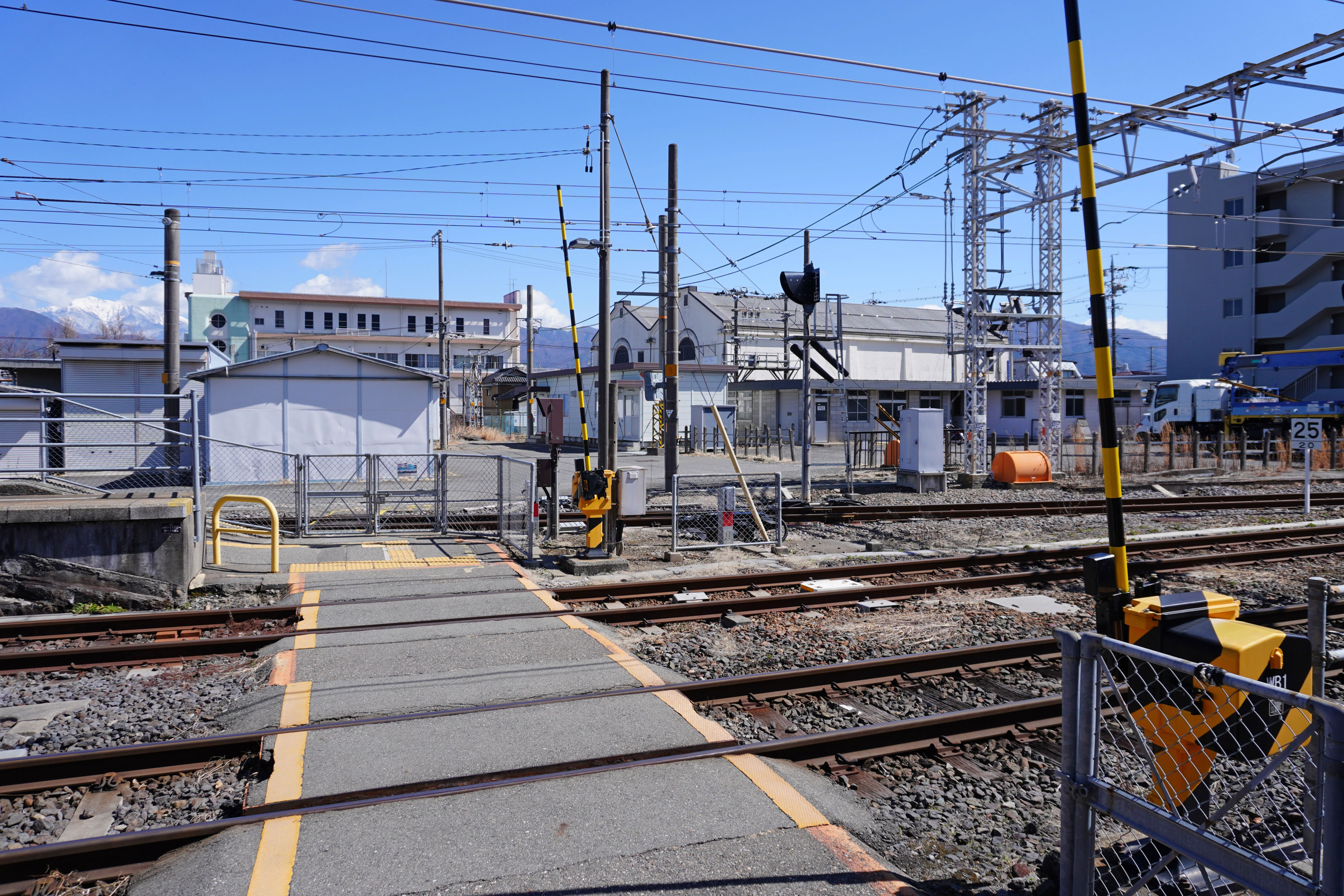
構内踏切（2023年3月）

## 利用状況
1日平均乗車人員は以下の通り。
| 乗車人員推移 | 乗車人員推移 |
| 年度         | 1日平均人数  |
| ------------ | ------------ |
| 1997         | 1056         |
| 1998         | 978          |
| 1999         | 970          |
| 2000         | 987          |
| 2001         | 900          |
| 2002         | 858          |
| 2003         | 725          |
| 2004         | 714          |
| 2005         |              |
| 2006         |              |
| 2007         | 633          |
| 2008         |              |
| 2009         | 544          |
| 2010         | 566          |
| 2011         | 568          |
| 2012         | 567          |
| 2013         | 560          |
| 2014         | 553          |
| 2015         | 549          |
| 2016         | 552          |
| 2017         | 526          |
| 2018         | 505          |

## 駅周辺

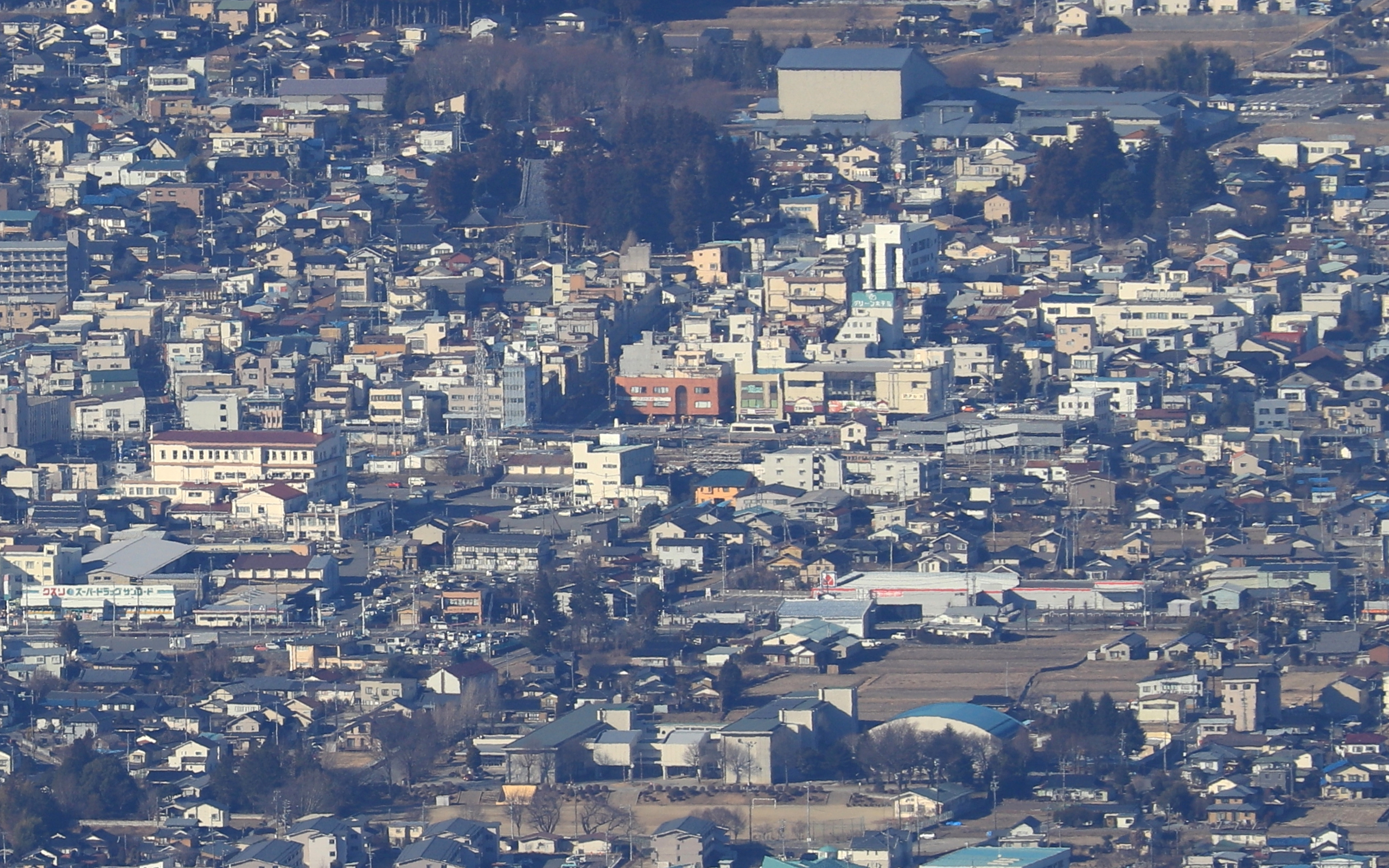
東側から望む駅周辺

駒ヶ岳へのロープウェイ（駒ヶ岳ロープウェイ）乗車駅であるしらび平駅や駒ヶ根高原へ向かうバスが駅前から発着している他、駒ヶ根市循環バス乗り場、タクシー乗り場がある。
駒ヶ根市の中心駅であり、駅西側に商店街が広がっており、徒歩で10分内の範囲に駒ヶ根郵便局、八十二銀行駒ヶ根支店、アルプス中央信用金庫赤穂営業部などの金融機関もある。駅東側に隣接してAコープこまがね店がある。当駅から延びる「すずらん通り」を500m程西に向かうと、駒ヶ根市総合文化センター（駒ヶ根市立図書館、駒ヶ根市立博物館）等の文化施設がある。

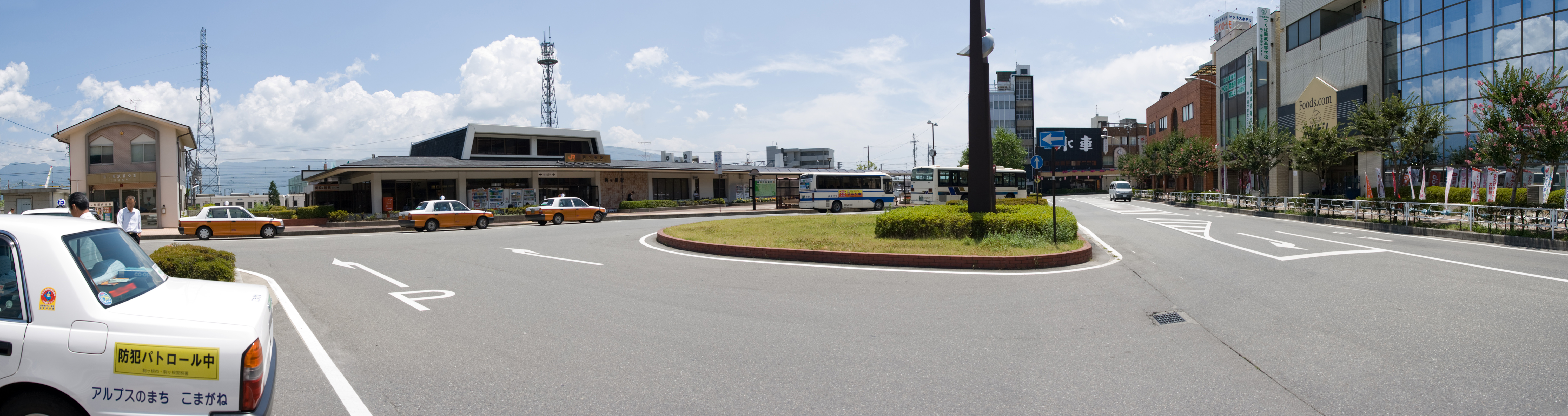
駅前広場 （2008年7月）

- JA上伊那駒ヶ根支所
- ヤマウラ本社
- 国道153号伊南バイパス
- 長野銀行駒ヶ根支店
- 長野県信用組合駒ヶ根支店
- クスリのサンロード駒ヶ根東町店
- マルトシ駒ヶ根駅前店

- 駅前広場 （2008年7月）

## バス路線
「駒ケ根駅前」停留所から発着する。かつては市内を循環するバスのために2・3番乗り場もあったが、循環バス廃止に伴い無くなった。
- 1番のりば
  - 中央アルプス駒ヶ岳ロープウェイ駅（伊那バス･中央アルプス観光バス）
- 2番のりば （廃止）
  - 吉瀬線
- 3番のりば
  - 竜東地域振興バス （廃止）
    - 大曽根線、原･中曽倉・本曽倉線、永見山・丸山線、東伊那循環線

なお、高速バスの駒ヶ根バスターミナルは駅西側の国道153号沿い、駒ヶ根商工会館の1階にある。

## 隣の駅
東海旅客鉄道（JR東海）
CD 飯田線
■快速（「みすず」含む）
小町屋駅 - 駒ケ根駅 - （一部大田切駅） - 宮田駅
■普通
小町屋駅 - 駒ケ根駅 - 大田切駅